# Université Northwestern
L'université Northwestern (en anglais : Northwestern University) est une université américaine située à Evanston (juste au nord de la ville de Chicago), dans l'État de l'Illinois aux États-Unis. Elle est l'une des universités les plus prestigieuses du monde, en particulier pour le journalisme, l'économie et le théâtre. L'université comprend deux campus, l'un sur le territoire de la ville d'Evanston (le campus principal), l'autre dans le centre-ville de Chicago.

## Présentation
L'université Northwestern dispose d'un campus de 97 hectares sur les rives du lac Michigan. L'enseignement professionnel est localisé dans le centre de Chicago, dans un second campus de 10 hectares, à proximité d'une des plus prestigieuses avenues de la ville, la Michigan Avenue (surnommée « The Magnificent Mile »). Elle possède également un campus à Doha (Qatar) et des branches à San Francisco et Washington D.C. 
Elle est l'une des deux grandes universités de la ville de Chicago avec l'université de Chicago. Elle compte près de 17 000 étudiants répartis sur les deux campus. Elle est considérée comme l'une des universités les plus prestigieuses des États-Unis, notamment dans le domaine des sciences sociales où elle occupe la 11e place mondiale (classement de Shangaï 2016). En 2021, sur 37 255 candidats, 6,8 % ont été admis à Northwestern. Avec un budget de plus de 9 milliards de dollars en 2016, elle est la dixième université la plus riche des États-Unis.  
L'université a été fondée en 1851 par des méthodistes et ouverte en 1855. Son nom traduit le désir de ses fondateurs d'être au service des citoyens habitant le « territoire du Nord-Ouest », récemment acquis par les États-Unis.
Dans le domaine sportif, les Wildcats de Northwestern (« chats sauvages ») défendent les couleurs de l'université Northwestern. Les emblèmes de l'université sont le chat sauvage, la couleur violette et sa devise latine reprend une phrase de l'Évangile : « Quaecumque sunt vera » (« Quoi qu’il en soit, les choses sont vraies »).

## Histoire

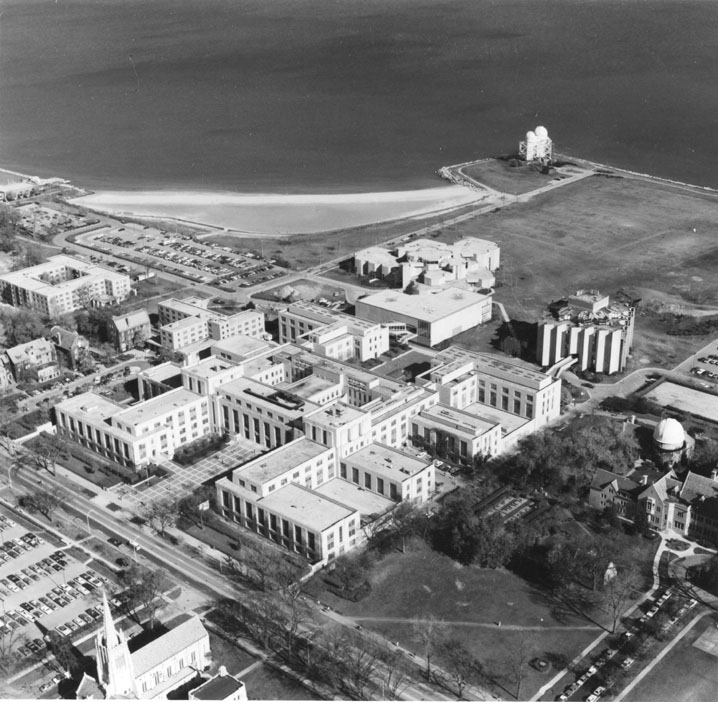
L'institut technologique (Technological Institute) du campus d'Evanston en 1977.

L’université Northwestern a été fondée en 1851 par les méthodistes de Chicago (dont John Evans dont la ville Evanston porte le nom). Le campus de la ville d’Evanston est ouvert en 1855 avec deux professeurs et dix élèves.
Le nom de Northwestern vient du désir de ses fondateurs de regrouper les étudiants des anciens « territoires du Nord-Ouest », notamment ceux des actuels États de l’Ohio, de l’Indiana, de l’Illinois, du Michigan, du Wisconsin, et d’une partie du Minnesota. Le campus d'origine, situé à Evanston, comportait un seul bâtiment appelé aujourd’hui « Vieux Collège ». Ce bâtiment fut ensuite complété de l’University Hall construit en 1869.
Dans les années 1920, l’université ouvrit un deuxième campus spécialisé dans le droit et la médecine dans la ville de Chicago, accolée à celle d’Evanston. À titre de comparaison, la situation d’Evanston et de Chicago peut rappeler en France celle de Neuilly-sur-Seine et Paris, Evanston étant une banlieue chic de Chicago et contigue à celle-ci. 
La devise de l’université est une citation latine : « Quæcumque sunt vera » de Philippiens (4:8) qui pourrait se traduire en français par: « Tout ce qu'il y a de vrai ». Sur le sceau de Northwestern figure une expression grecque inscrite sur les pages d'un livre ouvert: « ho logos pleres charitos kaï aletheias, » qui signifie « « La Parole est pleine de grâce et de vérité. » » Cette expression provient de l’Évangile de Jean (1:14): « Et le Verbe s'est fait chair et a habité parmi nous, et nous voici sa gloire, seuls engendré du Père, plein de grâce et de vérité». Les valeurs fondamentales de l’université s’expriment donc à la fois en grec et en latin, et rappellent ainsi son patrimoine méthodiste.
Par sa charte fondatrice, l’université a été exemptée du paiement des impôts fonciers. Pour cette raison, Northwestern a souvent eu des relations difficiles avec la mairie d’Evanston qui chercha à faire évoluer cette situation. Les tensions surgirent de l’application de la réforme du code foncier. Récemment, des membres de la municipalité d’Evanston ont tenté de diviser le campus en plusieurs quartiers distincts et ce, afin de diminuer le poids électoral des étudiants du campus lors des élections municipales.

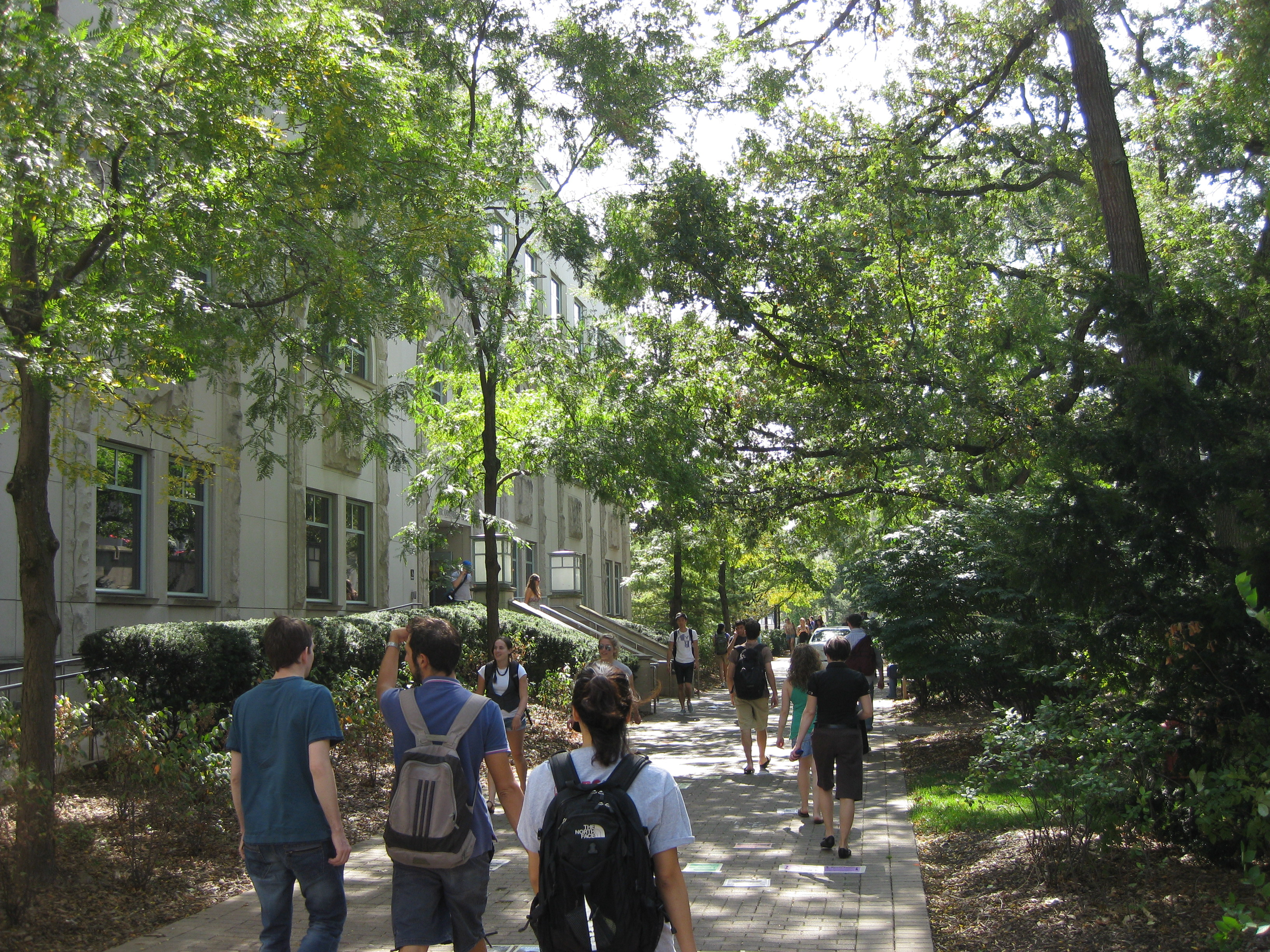
Une allée sur le campus d'Evanston.

En 1892, la couleur violette devient le symbole officiel de l’université en remplacement des couleurs noir et or utilisées précédemment. Le comité national de la pensée universitaire a en effet jugé que trop d’universités utilisaient ces couleurs et qu’il serait bon de s’en distinguer.
En 1939, l’université Northwestern accueillit le tout premier championnat national de basket-ball : la NCAA Men's Division I. Aujourd’hui, son équipe est toujours parmi les meilleures équipes universitaires des États-Unis et le frère du basketteur français Tony Parker étudie à Northwestern. Ce premier championnat eut lieu dans le gymnase Patten, qui fut ensuite démoli et reconstruit au nord afin de faire place à l'Institut technologique.
En 1948, l’éminent anthropologue Melville J. Herskovits fonda le Programme d’études africaines de l’université. Ce programme fut le premier du genre aux États-Unis.
En 1999, des étudiants de l’école de journalisme de Northwestern découvrirent l'information qui permit de sauver le détenu Anthony Porter du couloir de la mort et ce, deux jours avant son exécution. Depuis, l’association Medill Innocence Project a permis de sauver neuf autres innocents de la chaise électrique. Le 11 janvier 2003, lors d'un discours à la faculté de droit de Northwestern (le Lincoln's Hall) le gouverneur de l'Illinois, George Ryan a annoncé qu'il allait commuer les peines de mort de plus de 150 détenus. Il affirma dans son discours « qu’il est juste que nous soyons réunis ici aujourd'hui à l'université Northwestern avec les étudiants, les enseignants, des avocats et des enquêteurs qui furent les premiers à faire la lumière sur les tristes conditions dans l’État de l'Illinois du système de la peine de mort ».

## Campus
L’université possède deux campus distincts. Un plutôt tourné vers les sciences sociales situé dans le campus d’Evanston et un autre réservé aux sciences dures et au droit dans la ville de Chicago.

### Campus d’Evanston

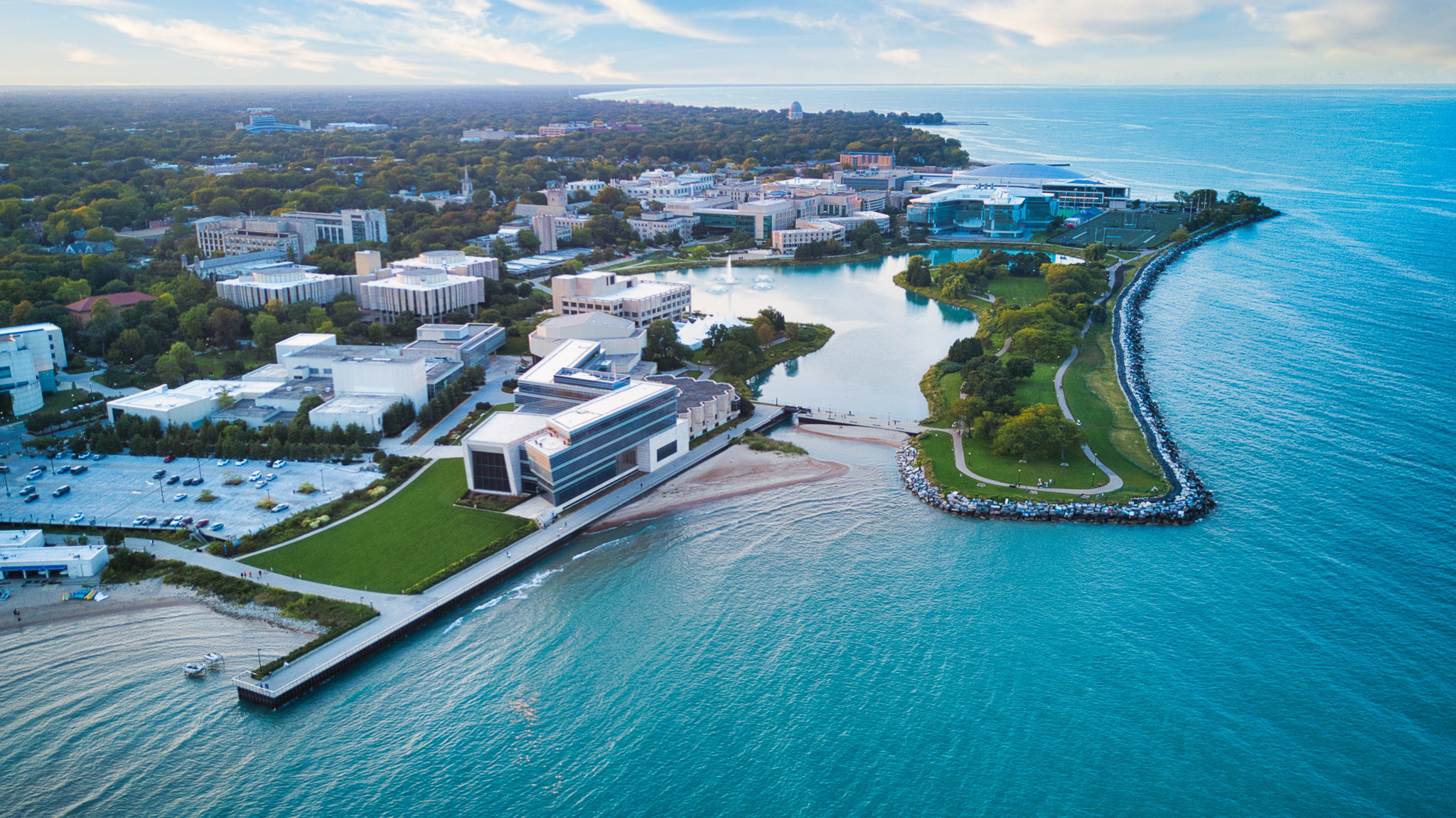
Vue aérienne du campus d'Evanston.

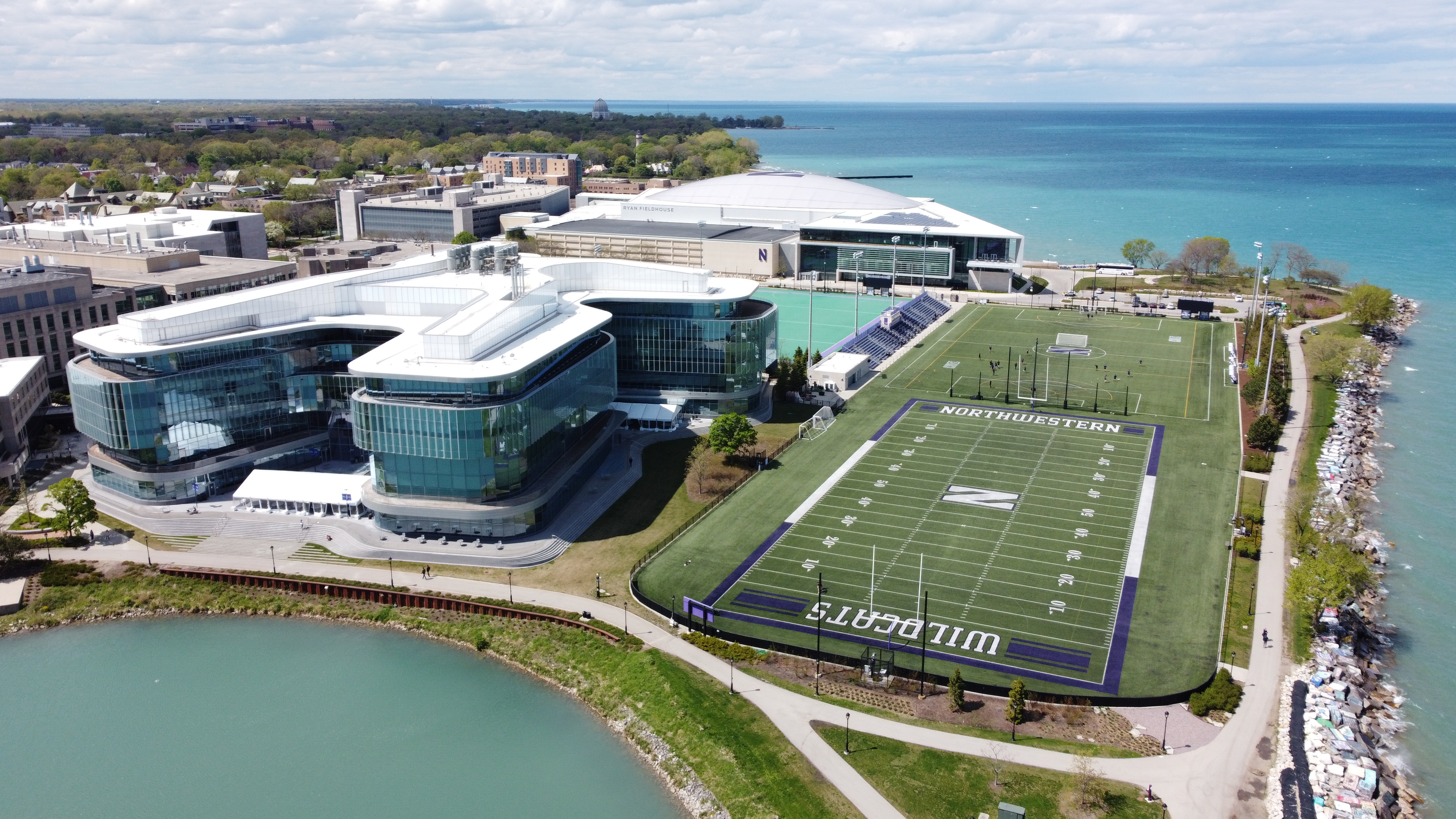
Vue sur le Kellogg School of Management Global Hub à gauche et les terrains du club omnisports des Wildcats de Northwestern à droite.

Le campus de Northwestern d'Evanston est situé juste au nord de la ville de Chicago entre le lac Michigan et Sheridan Road. Le côté nord du campus est le centre de la vie étudiante du campus avec les « fraternité quads, » le centre Henry, le Pavillon des Sports de la Couronne et d'autres installations sportives, l'Institut technologique, l'observatoire Dearborn, et d'autres bâtiments liés aux sciences comme le Ryan Hall et la Ford Motor Company Engineering Design Center.
Le côté sud du campus comprend les bâtiments des disciplines artistiques comme la musique, le bâtiment des arts (comme la Marie and Leigh Block Museum of Art). Dans les années 1960 des travaux furent entrepris pour agrandir le campus de 84 hectares supplémentaires.
L'université a cinq bibliothèques sur le campus d’Evanston, et trois sur le campus de Chicago. Les bibliothèques ont au total plus de 4,6 millions de volumes. La bibliothèque des études africaines est l'une des plus grandes au monde.
Une ligne du métro de Chicago traverse le campus, la ligne mauve. La ligne tient son nom et sa couleur de l’université. Les trois stations du campus se nomment Foster, Davis et Noyes. Un service de bus géré par la compagnie des transports en commun de Chicago (Chicago Transit Authority ; CTA) passe également dans le campus et une ligne de bus a été ouverte par l’université pour faire la navette entre les deux campus.

### Campus de Chicago

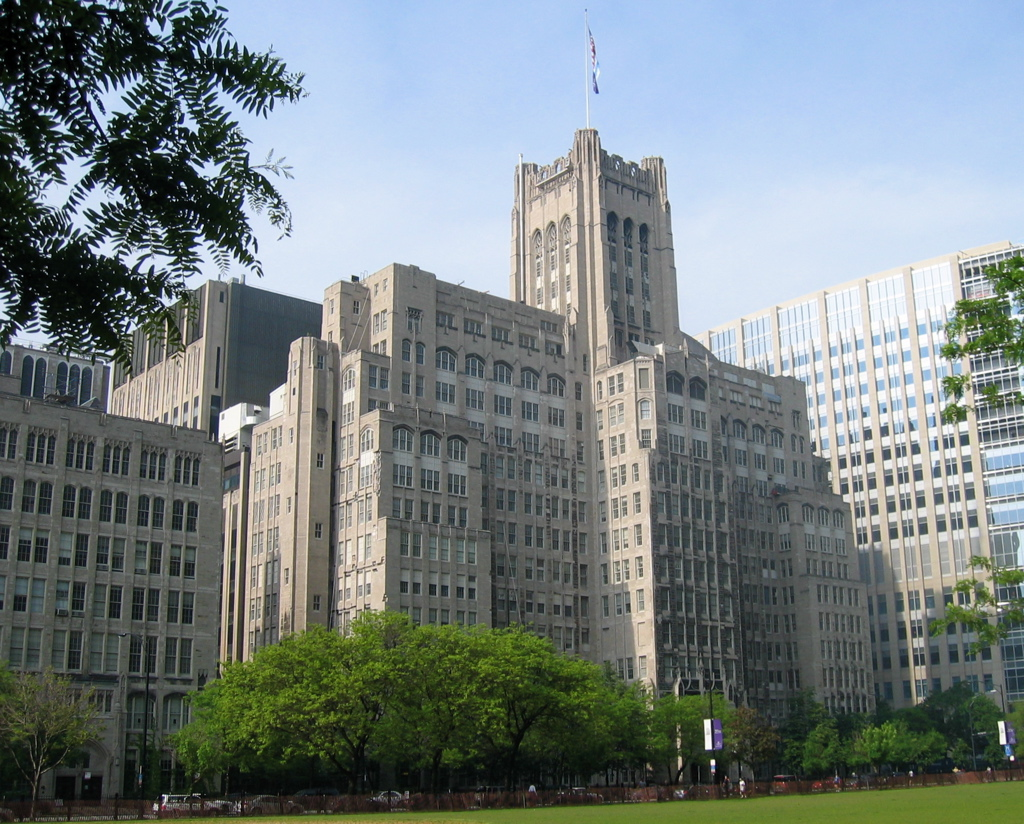
Le Ward Building au cœur du campus de Chicago.

Le campus de Northwestern dans la ville de Chicago est situé à proximité du quartier de Streeterville, non loin du fameux 875 North Michigan Avenue (anciennement John Hancock Center), de la prestigieuse artère du Magnificent Mile (Michigan Avenue) ou encore de la Chicago Water Tower.
La tour principale du campus a été le premier gratte-ciel universitaire de tout le pays. Le campus de Chicago est le foyer de l'école de médecine et c’est là que se situe l'hôpital de l’université mais également l'école de droit, certains bâtiments de l'école de commerce ainsi que la School of Continuing Studies, qui organise des cours du soir pour les professionnels souhaitant compléter leur formation.

### Campus satellite au Qatar
À l’automne 2008, Northwestern a ouvert un campus à Education City, une zone située dans la région de Doha, la capitale du Qatar, rejoignant cinq autres universités américaines : l’université Carnegie-Mellon, l’université Cornell, l’université de Georgetown, l’université A&M du Texas et l’université du Commonwealth de Virginie. Par l'intermédiaire de l'école de journalisme Medill et de l'école de communication, NU-Q (Northwestern University in Qatar) propose des licences en journalisme et en communication. Cependant, certains se sont demandé si NU-Q pouvait vraiment offrir un programme de journalisme comparable à celui de son campus américain, étant donné les limites strictes imposées par le Qatar aux libertés journalistiques et universitaires et les cas de censure.
La Fondation du Qatar pour l'éducation, la science et le développement communautaire, une institution de bienfaisance privée créée par l'ancien émir Cheikh Hamad bin Khalifa Al Thani, son épouse et mère de l'émir actuel Sheikha Moza Bint Nasser, a financé la construction et les coûts administratifs, ainsi d’embaucher de 50 à 60 professeurs et employés, dont certains alternent entre les campus d’Evanston et du Qatar. Le Nord-Ouest reçoit environ 45 millions de dollars par an pour exploiter le campus. En février 2016, Northwestern a conclu avec la Qatar Foundation un accord visant à étendre les activités de la branche NU-Q d'une décennie supplémentaire, tout au long de l'année universitaire 2027-2028.

### Durabilité

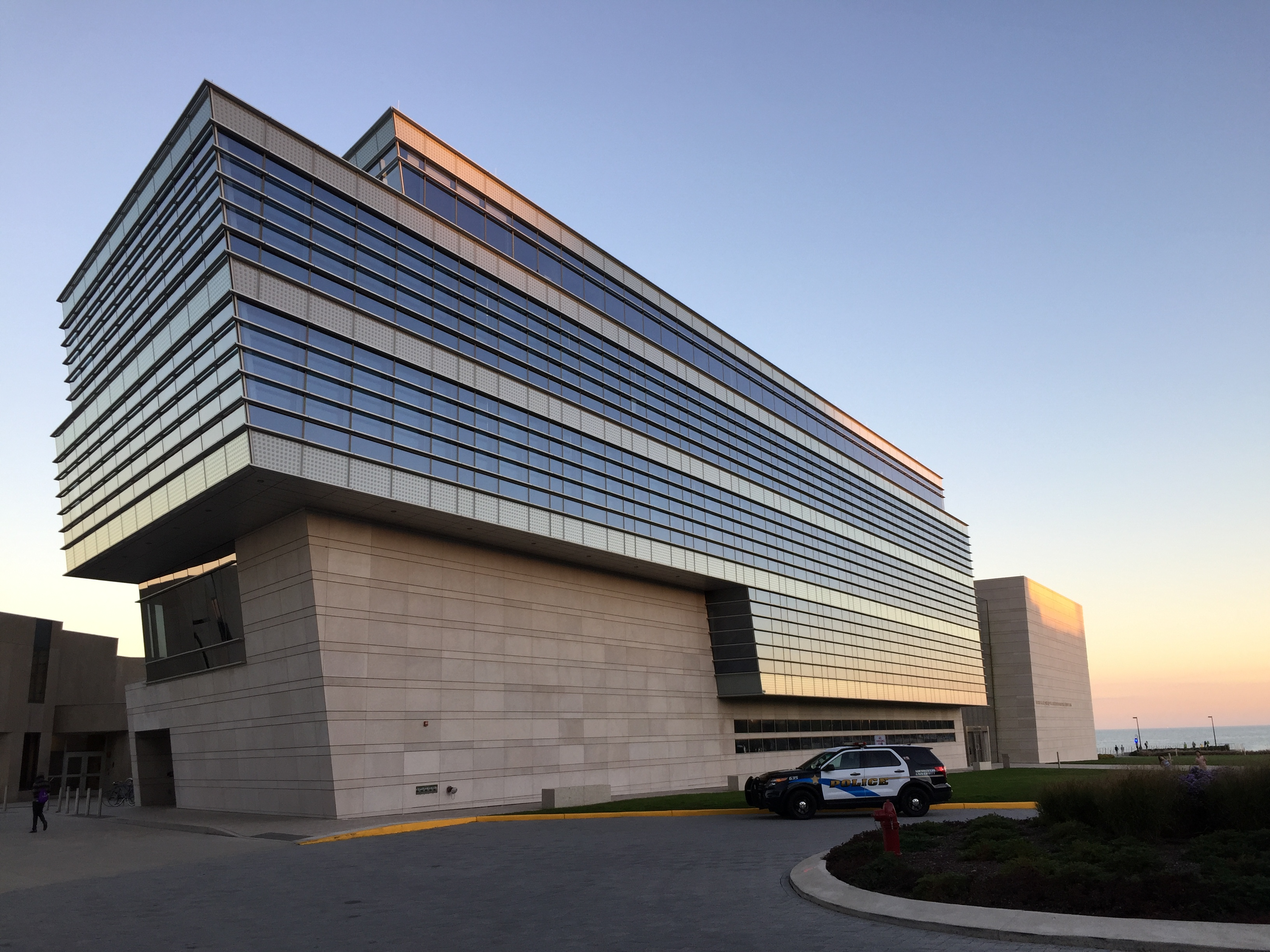
Le Ryan Center for the Musical Arts sur le campus d'Evanston.

En janvier 2009, le Green Power Partnership (GPP, parrainé par l'EPA) a classé le Northwestern parmi les 10 meilleures universités du pays en matière d'achat d'énergie à partir de sources renouvelables. L’université utilise 74 millions de kilowattheures (kWh) de sa consommation annuelle d’énergie avec les certificats d’énergie renouvelable certifiés Green-e. Cet engagement en faveur de l'énergie verte représente 30 % de la consommation annuelle totale d'électricité de l'université et place Northwestern dans le Green Power Leadership Club de l'EPA. Le rapport de 2010 du Sustainable Endowments Institute (SEI) a attribué à Northwestern un « B- » pour son bulletin de développement durable. L’Initiative pour la durabilité et l’énergie dans le Nord-Ouest (ISEN), qui soutient la recherche, l’enseignement et la sensibilisation dans ces domaines, a été lancée en 2008.
Northwestern exige que tous les nouveaux bâtiments soient certifiés LEED. Silverman Hall sur le campus d’Evanston a obtenu la certification LEED Or en 2010; Wieboldt Hall sur le campus de Chicago a reçu la certification Gold LEED en 2007 et le centre de conception technique de Ford Motor Company sur le campus d’Evanston a reçu la certification Silver LEED en 2006. Les nouveaux projets de construction et de rénovation seront conçus pour fournir une amélioration d'au moins 20 %. sur les exigences du code de l'énergie lorsque cela est techniquement réalisable. L’université a également publié au début de l’année scolaire 2008-2009 le plan-cadre du campus d’Evanston, qui décrit les plans de développement futur du campus d’Evanston. Le plan met non seulement l'accent sur la construction durable de bâtiments, mais aborde également l'amélioration des transports en optimisant l'accès des piétons et des cyclistes. Northwestern a mis en place un programme complet de recyclage depuis 1990.
Chaque année, plus de 1 500 tonnes sont recyclées à Northwestern, ce qui représente 30 % des déchets produits sur le campus. Tous les déchets de paysage de l'université sont compostés.

## Sport
Les Wildcats de Northwestern participent aux compétitions universitaires organisées par la National Collegiate Athletic Association. Northwestern fait partie de la Big Ten Conference.

## Administration
L’université est la propriété d’une société privée dirigée par un conseil d'administration. L'actuel conseil d'administration est composé de 70 membres et présidé par Patrick G. Ryan, qui délègue ses pouvoirs à un Président élu pour la direction de l'université.
Northwestern a eu seize présidents au cours de son histoire (sans compter les présidents intérimaires.) L'actuel président se nomme Morton Schapiro et est en poste depuis septembre 2009.
L’université Northwestern est composée de 11 écoles. Chaque école a un président, un prévôt et un doyen de l'école. Les conditions d'admission, les exigences des cours et le degré de discipline sont déterminés par les membres votants de chaque école (professeur assistant et au-delà.) 
Les écoles sont les suivantes :
Campus d'Evanston

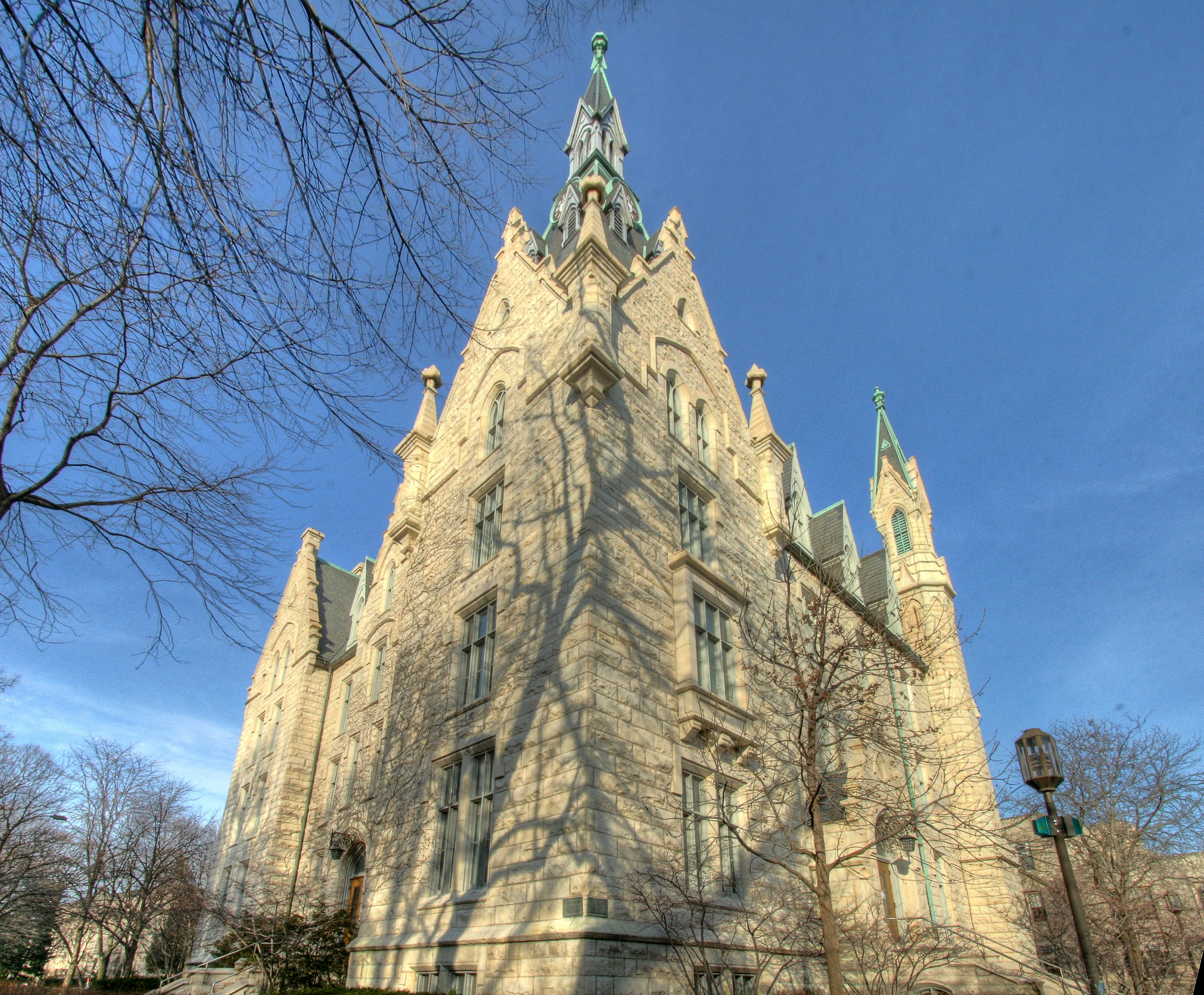
LUniversity Hall sur le campus d'Evanston.

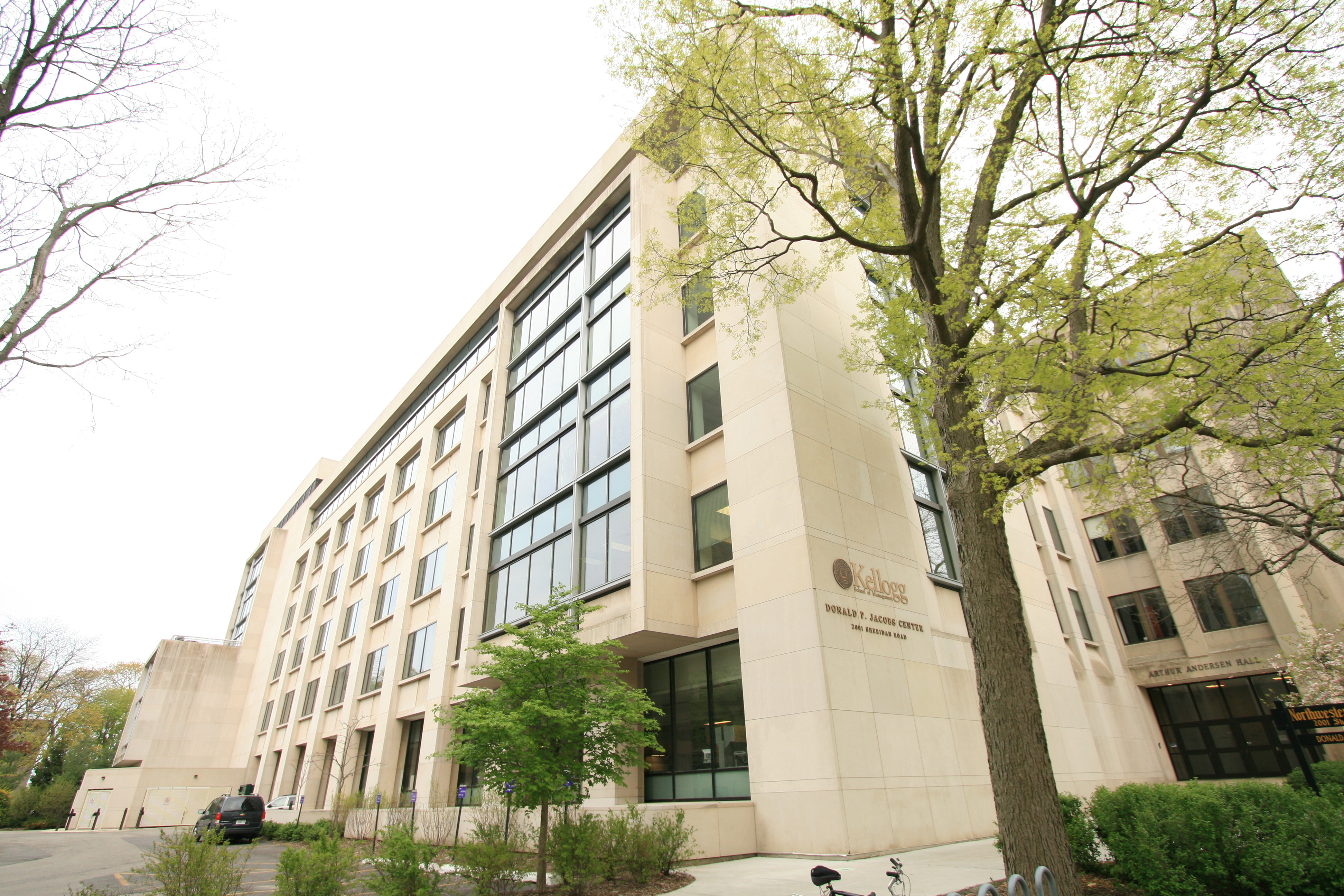
Le Jacobs Center, bâtiment abritant la Kellogg School of Management sur le campus d'Evanston.

- Judd et Marjorie A. Weinberg Collège des Arts et des Sciences (1851)
- École de la communication (1878)
- Leigh et Henry Bienen School of Music (1895)
- Robert R. McCormick School of Engineering and Applied Science (en) (école d'ingénierie et de sciences appliquées, 1909)
- Medill School of Journalism (en) (1921)
- École de l'Éducation et de la politique sociale (1926)
- School of Continuing Studies (1933)
- La Kellogg School of Management (1908)
- La Graduate School (1910)

Campus de Chicago
- Feinberg School of Medicine (1859)
- La Kellogg School of Management (1908)
- École de droit (1859)
- School of Continuing Studies (1933)

Robert R. McCormick (1880-1955) magnat de la presse à Chicago est ancien élève de l'école de droit de l'université sponsorisa la création d'une école de journalisme qui porte le nom de son grand-père et ancien maire de Chicago, Joseph Medill. Après sa mort, la fondation créé suivant ses souhaits finança divers bâtiments de l'université dont l'école de droit et la rénovation de l'Institut technologique. L'université décida de nommer l'école d'ingénierie et de sciences appliquées en son honneur.

## Classement
- THE World Ranking (2020) 22e,
- QS World Ranking (2017) 26e
- ARWU mondiale (2017) 22e,
- CWUR mondiale (2020) 15e,

- L'université Northwestern a été classée 9e Université américaine par l'U.S. News & World Report (USNWR) en 2020,
  - USNWR Université nationale 9e,
  - USNWR Business School 6e,
  - USNWR Faculté de droit 10e,
  - USNWR Medical School (recherche) 19e,
  - USNWR établissement d'enseignement 7e,
- Dans les 11 meilleurs universités américaines par le Wall Street Journal et le Times Higher Education.

## Personnalités liées à l'université

### Effectifs
Au cours de l’année scolaire 2006-2007, l’université comptait 7 976 étudiants et environ 1 800 étudiants à temps partiel. La même année, 21 930 se sont présentés et seuls 5 872 ont été admis. En 2017, le taux d'admission est de 9 %.

### Enseignants
Northwestern a environ 2 925 professeurs à temps plein et emploie environ 5 600 personnes.
Parmi ses enseignants les plus renommés se trouvent :
- John Pople (1925-2004), prix Nobel de chimie 1998 ;
- Garry Wills (1934-), professeur émérite en histoire, prix Pulitzer de l'essai 1993 ;
- Joseph Médard Carrière (1902-1970), professeur de français, spécialiste du folklore de l’Amérique française ;
- Jürgen Habermas (1929-), philosophe, professeur invité permanent ;
- J. Allen Hynek (1910-1986), professeur émérite d'astronomie ;
- Samuel I. Stupp (1951-), professeur de sciences des matériaux ;
- Gary Alan Fine (1950-), professeur de sociologie ;
- J. Michael Bailey (1957-), professeur de psychologie ;
- Paola Sapienza, professeur d'économie.
- Claude-André Faucher-Giguère, astrophysicien canadien, professeur d'astronomie.

### Étudiants
Northwestern compte environ 190 000 anciens dont :
- Cecilia Clare Bocard
- Zach Braff
- Lydia Clarke
- Claire Coffee
- Laura Linney
- James R. Thompson
- Kyle Gann
- Fanny Gates
- Linda Gregerson
- Charlton Heston
- Clifford B. Hicks
- Liu-Wang Liming
- Attica Locke
- Meghan Markle
- George R. R. Martin
- Roshni Nadar
- Ada Osakwe
- John Park
- Robert Knepper
- Kathy Reichs
- Veronica Roth
- Virginia Rometty
- Evie Shockley
- Allen Scott
- Warren Spector
- Jerry Springer
- Leonard Wantchekon
- Mariame Kaba
- Chika Oduah
- Sofia Falkovitch